# Русанов, Сергей Иванович
Сергей Иванович Русанов (1847—1910) — генерал от инфантерии в отставке.

## Биография
Родился 7 (19) сентября 1847 года.
Воспитывался в Александровском сиротском кадетском корпусе, которое в 1863 году было преобразовано в 3-е военное Александровское училище и с этого момента началась его военная карьера; 8 августа 1866 года он был произведён в подпрапорщики, 25 ноября 1870 года — в поручики. Служил в 3-м стрелковом батальоне.
С 17 июня 1874 года — капитан. Командовал ротой, 18 ноября 1875 года был произведён в майоры и 31 октября 1876 года назначен командиром 15 туркестанского линейного батальона. В 1890—1892 годах командовал Солигаличским резервным батальоном, в 1892—1898 годах — 20-м пехотным Галицким полком.
Вместе с производством в генерал-майоры 23 июля 1898 года был назначен начальником 2-й Закаспийской стрелковой бригады, с 23 июля 1900 года — начальник 7-й Туркестанской стрелковой бригады, а с 12 января  по 8 сентября 1904 года — 1-й стрелковой бригады; 6 декабря 1904 года был произведён в генерал-лейтенанты.
С 8 сентября 1904 года по 29 мая 1906 года был начальником 14-й пехотной дивизии, которая принимала участие в русско-японской войны, был награждён Золотым оружием «За храбрость».
С 29 мая 1906 года командовал 12-й пехотной дивизией. Вышел в отставку 22 сентября 1910 года с производством в генералы от инфантерии.
Умер 10 (23) октября 1910 года. Был похоронен в селе Шумилово Суздальского уезда Владимирской губернии.

## Награды
- орден Св. Станислава 3-й ст. с мечами и бантом (1877)
- орден Св. Анны с мечами и бантом (1877)
- орден Св. Станислава 2-й ст. (1881)
- орден Св. Анны 2-й ст. (1887)
- орден Св. Владимира 4-й ст. (1889)
- орден Св. Владимира 3-й ст. (1893)
- орден Св. Станислава 1-й ст. (1901)
- орден Св. Анны 1-й ст. с мечами (1905)
- золотое оружие «За храбрость» (1906)
- орден Св. Владимира 2-й ст. (1909)